# Chlorissa articulicornis
Chlorissa articulicornis là một loài bướm đêm trong họ Geometridae.